# Philodromus gertschi
Philodromus gertschi este o specie de păianjeni din genul Philodromus, familia Philodromidae, descrisă de Schick, 1965. Conform Catalogue of Life specia Philodromus gertschi nu are subspecii cunoscute.